# Улица Юрия Гагарина (Уфа)
Улица Ю́рия Гага́рина — одна из центральных улиц в жилом районе Сипайлово Октябрьского района города Уфы. Названа в честь Юрия Гагарина.

## История
Своё название новая улица в строящемся Сипайлово получила в 1983 (присвоено Уфимским горисполкомом 1 марта 1984), накануне заселения района, наряду с ещё одной сипайловской улицей, названной в честь академика Сергея Королёва. Инициаторами названий были Заслуженный строитель Республики Башкортостан Владимир Унжаков и Заслуженный архитектор РСФСР, главный архитектор Уфы, Фарид Рехмуков.

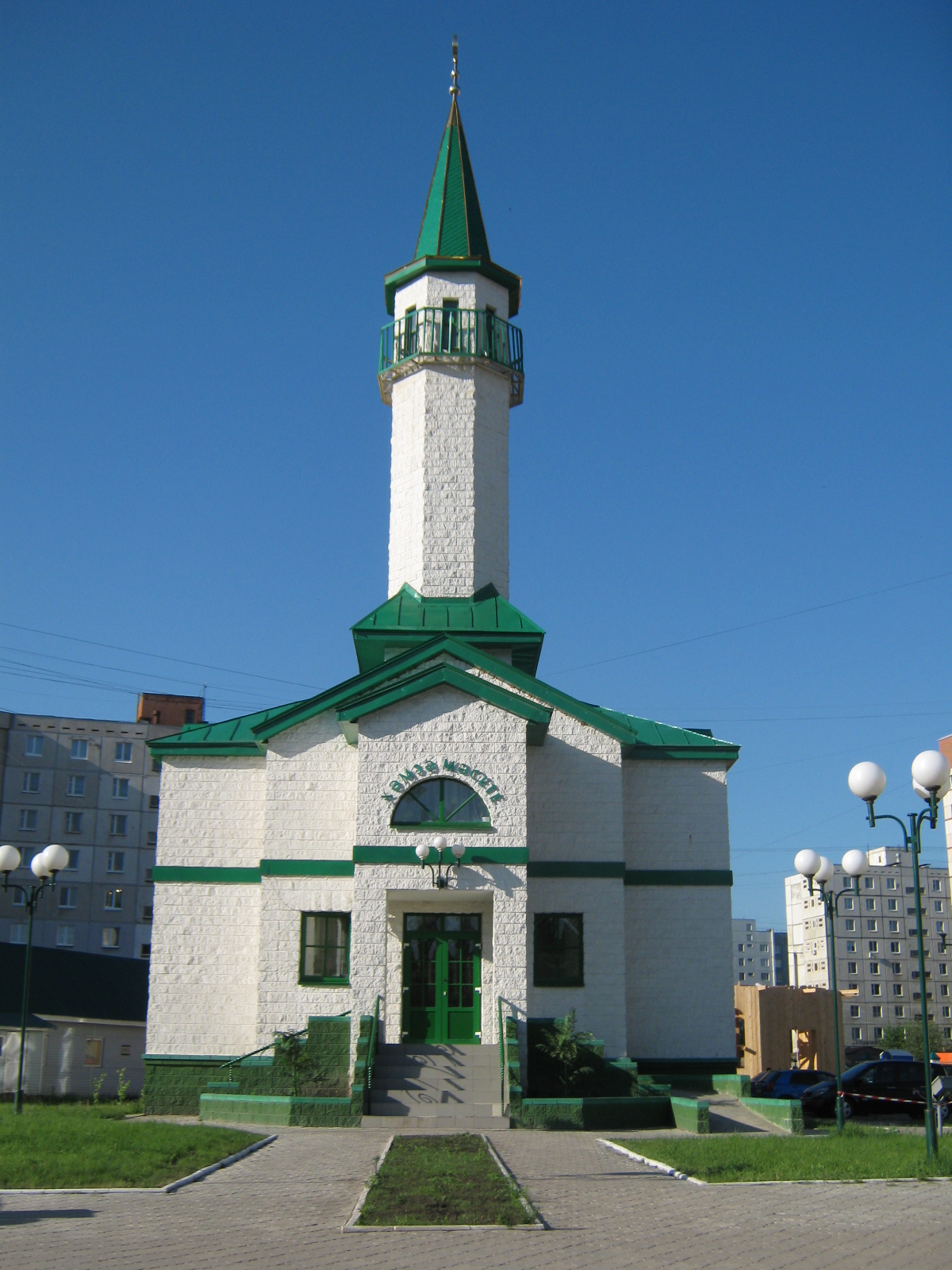
Мечеть Хамза-Хаджи

## Ансамбль
- Дом 14/1 — на торце дома размещено граффити с изображением Юрия Гагарина в скафандре[3].
- Дом 16 — мечеть Хамза-хаджи.
- Сквер «Птицы»[4].